# Уэхикилья-эль-Альто
Уэхикилья-эль-Альто (исп. Huejuquilla el Alto) — небольшой городок в Мексике, в штате Халиско, входит в состав одноименного муниципалитета и является его административным центром. Численность населения, по данным переписи 2000 года, составила 4409 человек, а по данным 2020 года — 5949 человек.

## Общие сведения
Название муниципалитета составное: Huejuquilla с языка науатль можно перевести как: место зелёных ив, а el Alto с испанского языка — верхний, высокий.
До прихода испанцев в этих местах проживали племена индейцев кора и уичоли.
В 1548 году регион был завоёван конкистадорами во главе с Кристобалем де Оньятом.
23 марта 1573 года испанцами была основана энкомьенда Уэхикилья.
В 1720-х годах началась евангелизация местных жителей.
19 февраля 1833 года поселению был присвоен статус вильи.
Уэхикилья-эль-Альто расположен на севере штата Халиско в 350 км от столицы штата, города Гвадалахара.

## Население
| Год  | Численность | Численность |
| ---- | ----------- | ----------- |
| 2000 | 4409        | [ 8 ]       |
| 2005 | 4042        | [ 9 ]       |
| 2010 | 4811        | [ 10 ]      |
| 2020 | 5949        | [ 11 ]      |